# Bahnstrecke Zella-Mehlis–Wernshausen
| |                      |                                          |                                          |
| Streckennummer: | 6698                 |                                          |                                          |
| Kursbuchstrecke (DB): | 573                  |                                          |                                          |
| Kursbuchstrecke: | 164a (1934)          |                                          |                                          |
| Streckenlänge: | 30,4 km              |                                          |                                          |
| Spurweite: | 1435 mm (Normalspur) |                                          |                                          |
| Streckengeschwindigkeit: | 60 km/h              |                                          |                                          |
| |                      |                                          |                                          |
| \| \| \| von Neudietendorf \| \| \| \| 0,00 \| Zella-Mehlis \| 543,30 m \| \| \| \| nach Ritschenhausen \| \| \| \| 2,68 \| Zella-Mehlis West (ehem. Bf) \| Zella-Mehlis West (ehem. Bf) \| \| \| 3,2 \| Mehliser Tunnel (118 m) \| Mehliser Tunnel (118 m) \| \| \| \| Lichtenau \| \| \| \| 6,0 \| Rote-Wand-Tunnel (136 m) \| Rote-Wand-Tunnel (136 m) \| \| \| 6,28 \| Benshausen (ehem. Bf) \| Benshausen (ehem. Bf) \| \| \| 6,6 \| Rote-Bügel-Tunnel (273 m) \| Rote-Bügel-Tunnel (273 m) \| \| \| \| Heselbach \| \| \| \| 10,07 \| Viernau (früher Bahnhof) \| Viernau (früher Bahnhof) \| \| \| \| Hasel \| \| \| \| 13,17 \| Steinbach-Hallenberg \| Steinbach-Hallenberg \| \| \| 14,59 \| Altersbach \| Altersbach \| \| \| 16,5 \| Hirschberg-Tunnel (90 m) \| Hirschberg-Tunnel (90 m) \| \| \| \| Stille \| \| \| \| 22,07 \| Schmalkalden-Fachhochschule (Stillertor) \| Schmalkalden-Fachhochschule (Stillertor) \| \| \| \| von Kleinschmalkalden \| \| \| \| 23,82 \| Schmalkalden (Keilbahnhof) \| 291 m \| \| \| 25,53 \| Auehütte \| Auehütte \| \| \| 26,78 \| Mittelschmalkalden \| Mittelschmalkalden \| \| \| \| Schmalkalde \| \| \| \| 28,43 \| Niederschmalkalden \| Niederschmalkalden \| \| \| \| Werra \| \| \| \| \| von Lichtenfels \| \| \| \| 30,42 \| Wernshausen (Keilbahnhof) \| 257,71 m \| \| \| \| nach Eisenach \| \| |                      |                                          |                                          |
| Strecke |                      | von Neudietendorf                        | von Neudietendorf                        |
| Bahnhof | 0,00                 | Zella-Mehlis                             | 543,30 m                                 |
| Abzweig geradeaus und nach links |                      | nach Ritschenhausen                      | nach Ritschenhausen                      |
| Haltepunkt / Haltestelle | 2,68                 | Zella-Mehlis West (ehem. Bf)             | Zella-Mehlis West (ehem. Bf)             |
| Tunnel | 3,2                  | Mehliser Tunnel (118 m)                  | Mehliser Tunnel (118 m)                  |
| Brücke über Wasserlauf |                      | Lichtenau                                | Lichtenau                                |
| Tunnel | 6,0                  | Rote-Wand-Tunnel (136 m)                 | Rote-Wand-Tunnel (136 m)                 |
| Haltepunkt / Haltestelle | 6,28                 | Benshausen (ehem. Bf)                    | Benshausen (ehem. Bf)                    |
| Tunnel | 6,6                  | Rote-Bügel-Tunnel (273 m)                | Rote-Bügel-Tunnel (273 m)                |
| Brücke über Wasserlauf |                      | Heselbach                                | Heselbach                                |
| Haltepunkt / Haltestelle | 10,07                | Viernau (früher Bahnhof)                 | Viernau (früher Bahnhof)                 |
| Brücke über Wasserlauf |                      | Hasel                                    | Hasel                                    |
| Bahnhof | 13,17                | Steinbach-Hallenberg                     | Steinbach-Hallenberg                     |
| Haltepunkt / Haltestelle | 14,59                | Altersbach                               | Altersbach                               |
| Tunnel | 16,5                 | Hirschberg-Tunnel (90 m)                 | Hirschberg-Tunnel (90 m)                 |
| Brücke über Wasserlauf |                      | Stille                                   | Stille                                   |
| Haltepunkt / Haltestelle | 22,07                | Schmalkalden-Fachhochschule (Stillertor) | Schmalkalden-Fachhochschule (Stillertor) |
| Abzweig geradeaus und ehemals von rechts |                      | von Kleinschmalkalden                    | von Kleinschmalkalden                    |
| Bahnhof | 23,82                | Schmalkalden (Keilbahnhof)               | 291 m                                    |
| Haltepunkt / Haltestelle | 25,53                | Auehütte                                 | Auehütte                                 |
| Haltepunkt / Haltestelle | 26,78                | Mittelschmalkalden                       | Mittelschmalkalden                       |
| Brücke über Wasserlauf |                      | Schmalkalde                              | Schmalkalde                              |
| Haltepunkt / Haltestelle | 28,43                | Niederschmalkalden                       | Niederschmalkalden                       |
| Brücke über Wasserlauf |                      | Werra                                    | Werra                                    |
| Abzweig geradeaus und von links |                      | von Lichtenfels                          | von Lichtenfels                          |
| Bahnhof | 30,42                | Wernshausen (Keilbahnhof)                | 257,71 m                                 |
| Strecke |                      | nach Eisenach                            | nach Eisenach                            |

Die Bahnstrecke Zella-Mehlis–Wernshausen ist eine Nebenbahn in Thüringen. Sie verbindet Zella-Mehlis am Rand des Thüringer Waldes mit Wernshausen im Werratal.

## Geschichte
Der Abschnitt Wernshausen–Schmalkalden wurde bereits am 2. April 1874 eröffnet. Damals wurde die Strecke von der Stadt Schmalkalden finanziert, deren Eigentümer sie zunächst war. Am 1. Juli 1890 ging die Strecke in den Besitz der Preußischen Staatsbahn über. Das nächste Teilstück von Schmalkalden bis nach Steinbach-Hallenberg ging am 15. Dezember 1891 in Betrieb und am 25. Januar 1893 folgte das letzte Streckenstück zwischen Steinbach-Hallenberg und Zella-Mehlis. Zu diesem Zeitpunkt wurde der als Zella St. Blasi geplante Bahnhof in Zella-Mehlis umbenannt, der jetzige Haltepunkt Zella-Mehlis West als Bahnhof Mehlis erwähnt.
Seit dem 3. November 1892 zweigte im Bahnhof Schmalkalden eine Nebenbahnstrecke nach Kleinschmalkalden und Brotterode ab. Diese wurde am 30. Juni 1999 stillgelegt.

## Betrieb
Seit dem 1. Januar 2001 fuhr die Süd-Thüringen-Bahn (STB) im Auftrag der DB AG und seit dem 10. Juni 2001 erbrachte die STB für zunächst 15 Jahre die Leistungen im SPNV. Hier verkehrt Montag bis Freitag die STB 3 (inzwischen RB 43) im Stundentakt mit Kreuzung in Steinbach-Hallenberg, am Wochenende im Zweistundentakt. Montags bis freitags führen (Stand 2024) tagsüber drei Fahrtenpaare über Zella-Mehlis hinaus bis nach Suhl. Zum Einsatz kommen auf der Linie Dieseltriebwagen des Typs Stadler Regio-Shuttle RS1. Von Dezember 2017 bis Dezember 2018 wurden durchgängige Verbindungen nach Erfurt Hbf angeboten.

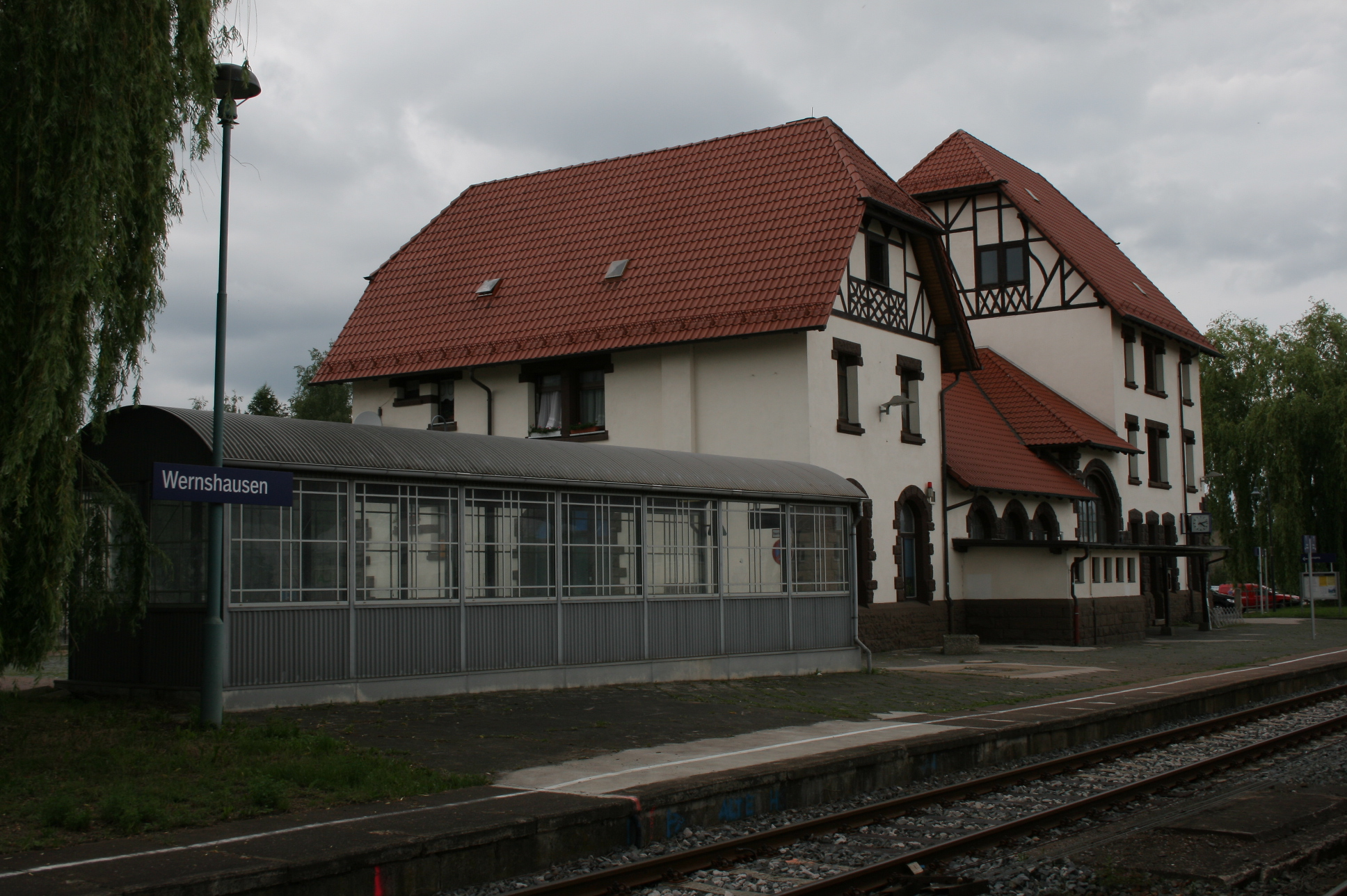
Bahnhof Wernshausen
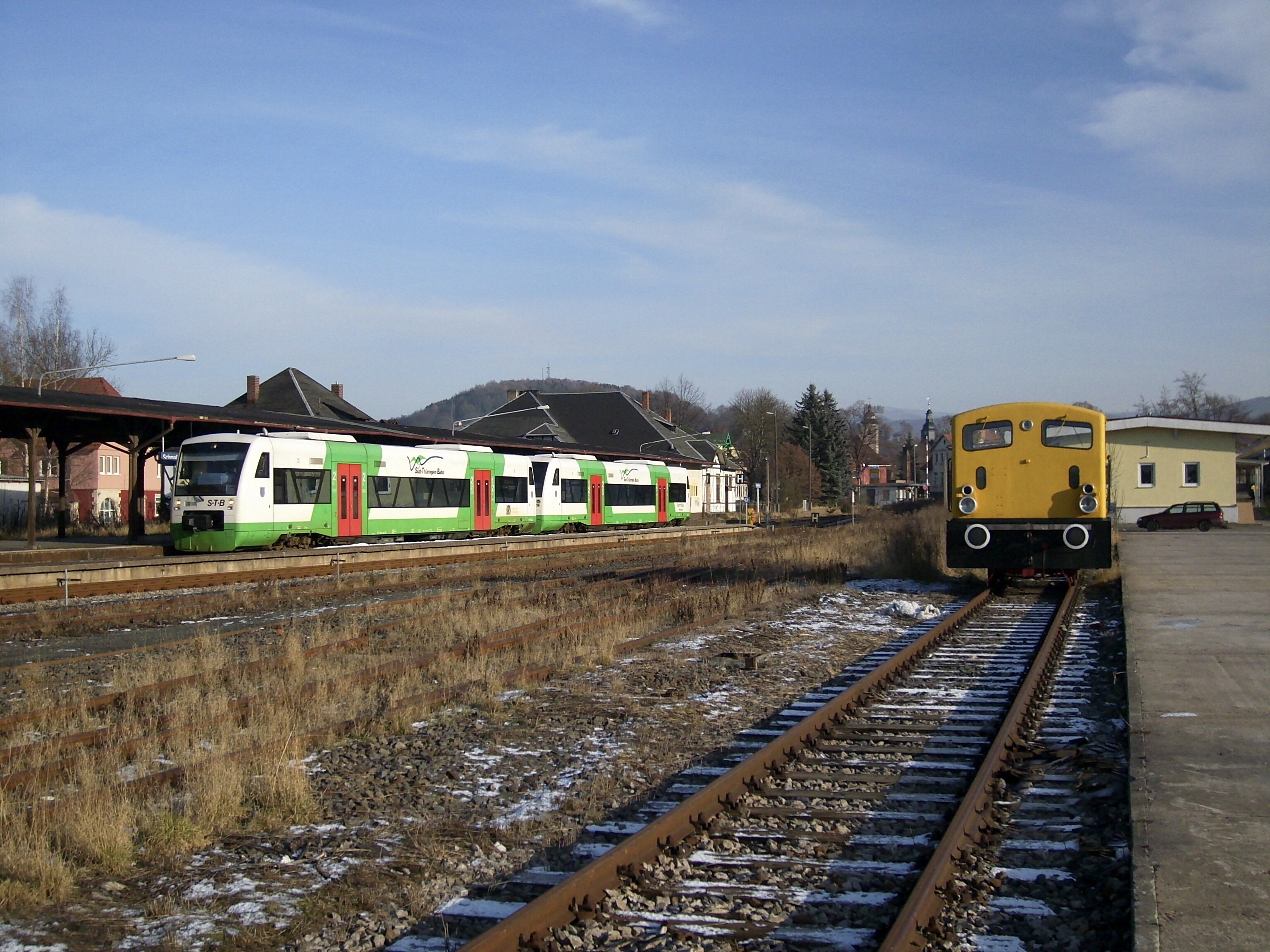
Bahnhof Schmalkalden
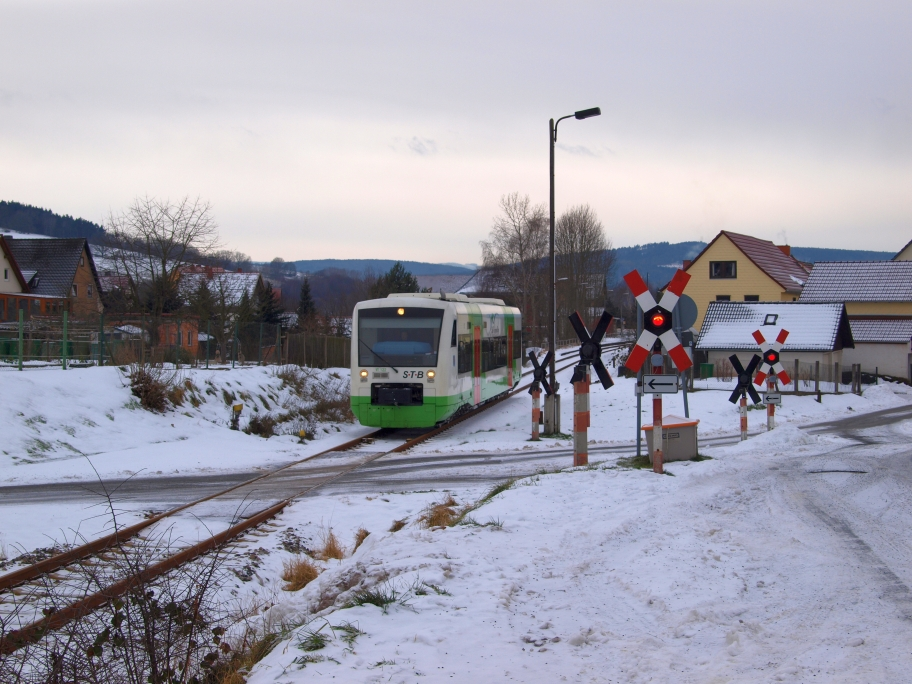
Mittelschmalkalden (2012)